# Cànon de Pachelbel
El Cànon de Pachelbel és el nom amb què es coneix l'obra de Johann Pachelbel titulada Canon i Giga en re major per a tres violins i baix continu (en alemany, Kanon und Gigue in D-Dur für drei Violinen und Basso Continuo).

## Origen de la composició
És la peça més coneguda de Pachelbel i una de les més famoses de la música barroca. Escrita cap al 1680, des de la seva composició se n'han fet una gran varietat d'arranjaments per a tot tipus d'instruments i agrupacions musicals. És fàcil poder escoltar-lo formant part de compilacions discogràfiques de música clàssica, al costat d'obres com l'Ària de la suite en re de Bach, o l'Adagio d'Albinoni. Tal com indica el nom d'aquesta obra, aquest cànon va seguit d'una giga escrita en la mateixa tonalitat. Malgrat això, en moltes compilacions s'interpreta el cànon tot sol. La seva popularitat es fonamenta en part en la seva progressió d'acords, una successió harmònica que també trobem en la música popular.
El cànon de Pachelbel, com els seus altres treballs, tot i que va ser popular durant la seva vida, va passar de moda i va romandre en obscuritat durant segles. Un arranjament i gravació del 1968 per l'orquestra de cambra de Jean-François Paillard van guanyar-li popularitat durant la dècada següent, i en la dècada de 1970 la peça va començar a ser enregistrada per molts conjunts; a principis dels anys vuitanta, la seva presència com a música de fons es considerava ineludible. Des dels anys 70 fins a finals dels anys 2010, els elements de la peça, especialment la seva progressió d'acords, es van utilitzar en una varietat de cançons pop. Des de la dècada de 1980, també s'ha utilitzat freqüentment en casaments i cerimònies funeràries del món occidental.

## Estructura

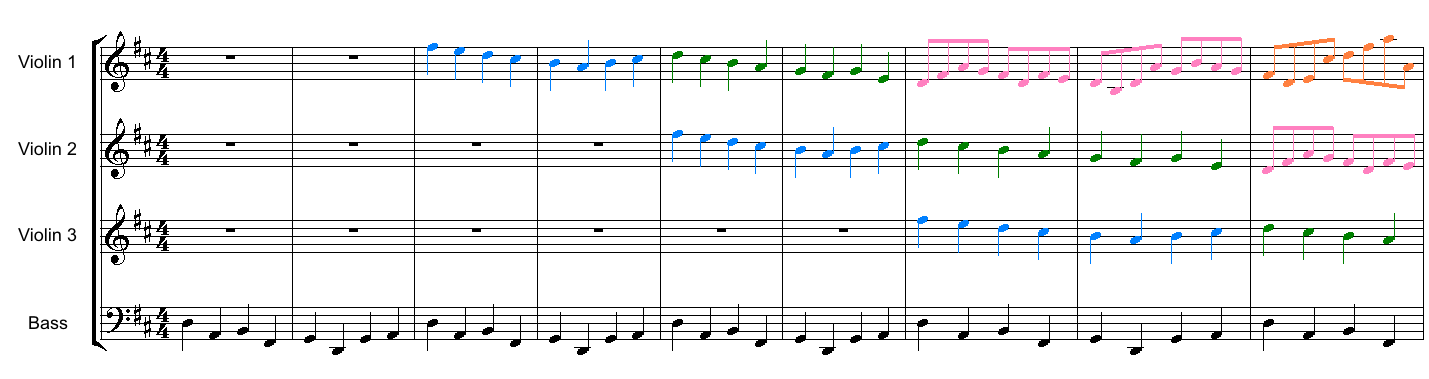
Els primers 9 compassos del Cànon de Pachelbel. Els colors s'utilitzen per diferenciar els diferents elements que es van superposant en cada una de les entrades del cànon.

És un cànon melòdic a tres veus i es fonamenta, tant harmònicament com estructuralment, en un baix obstinat de dos compassos:

## Audició
- Canon (versió electrònica per a 3 violins i baix continu) (?·pàg.)
- Canon (interpretat al piano per Lee Galloway) (?·pàg.)

## Partitura
- Partitura sencera a Noteflight